# Automotrice DB 612 (1998)
L'automotrice 612 è un'automotrice doppia, a trazione diesel ed assetto variabile, delle ferrovie tedesche (Deutsche Bahn), progettata per i servizi regionali veloci su linee tortuose.
Venne costruita per superare la precedente serie 611, il cui meccanismo di pendolamento aveva sofferto di numerosi e gravi problemi di affidabilità.
Furono costruiti 192 complessi binati, che si dimostrarono affidabili e rispondenti alle esigenze. Fra il 2003 e il 2004 alcune unità, in attesa della consegna degli "ICE Diesel", furono ridipinte nella livrea InterCity e utilizzate per servizi rapidi fra Norimberga e Görlitz.
Otto unità furono fornite alle ferrovie croate (Hrvatske željeznice), che le classificarono nel gruppo 7123 e le utilizzano per servizi rapidi fra Zagabria e Spalato.

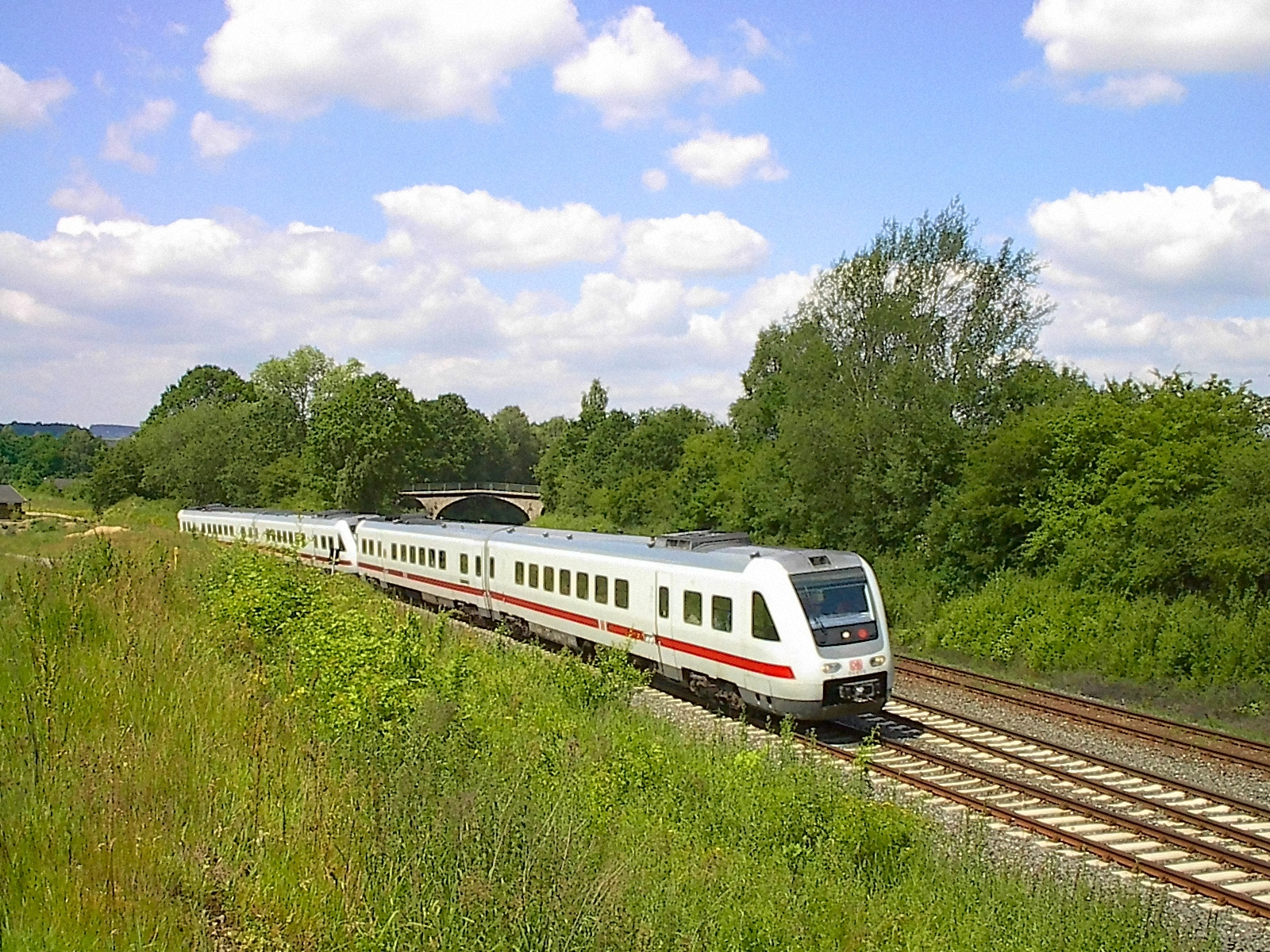
Automotrice 612 in livrea InterCity
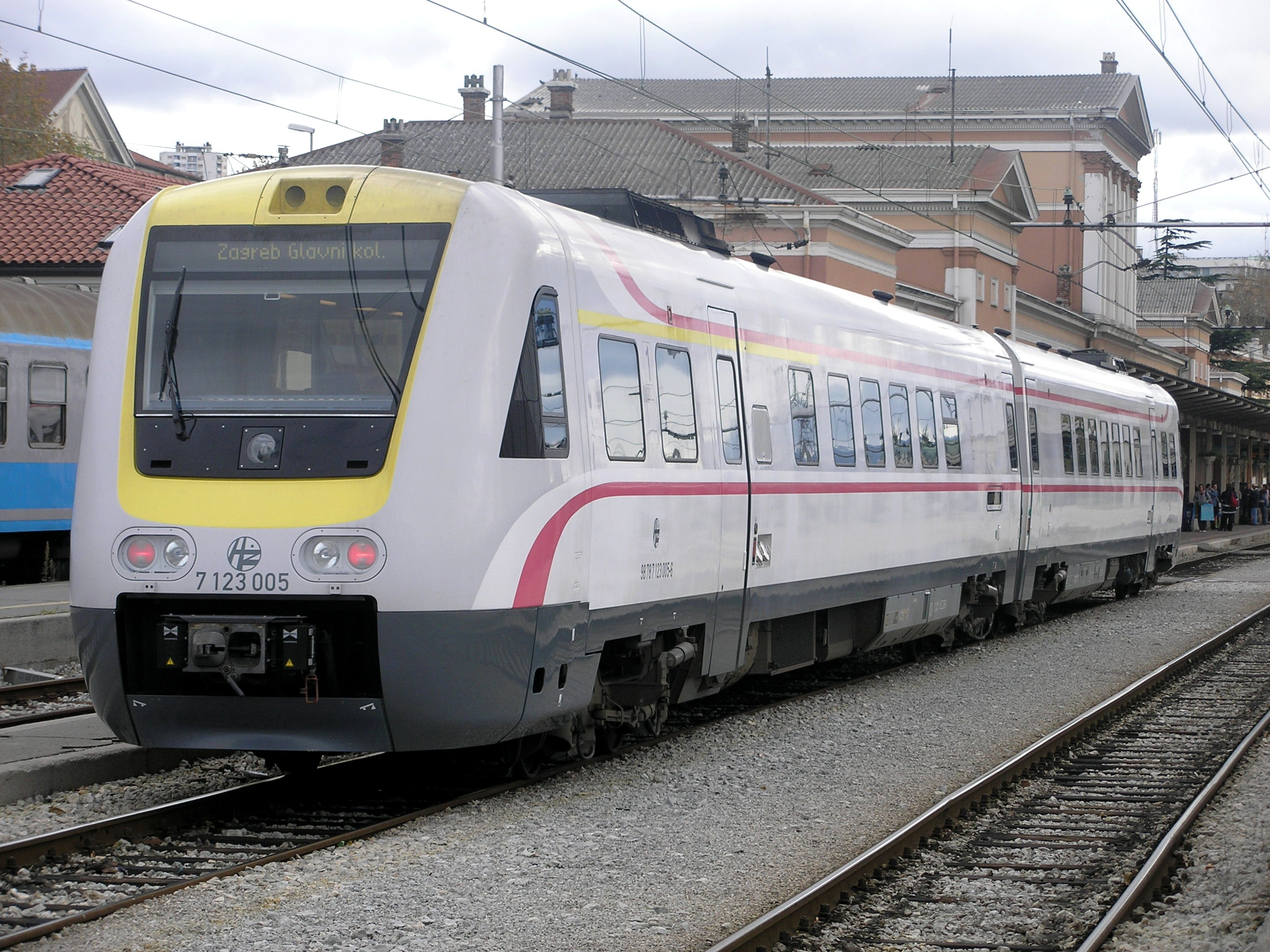
Automotrice 7123 delle Hrvatske željeznice